# オトル・アイヒャー

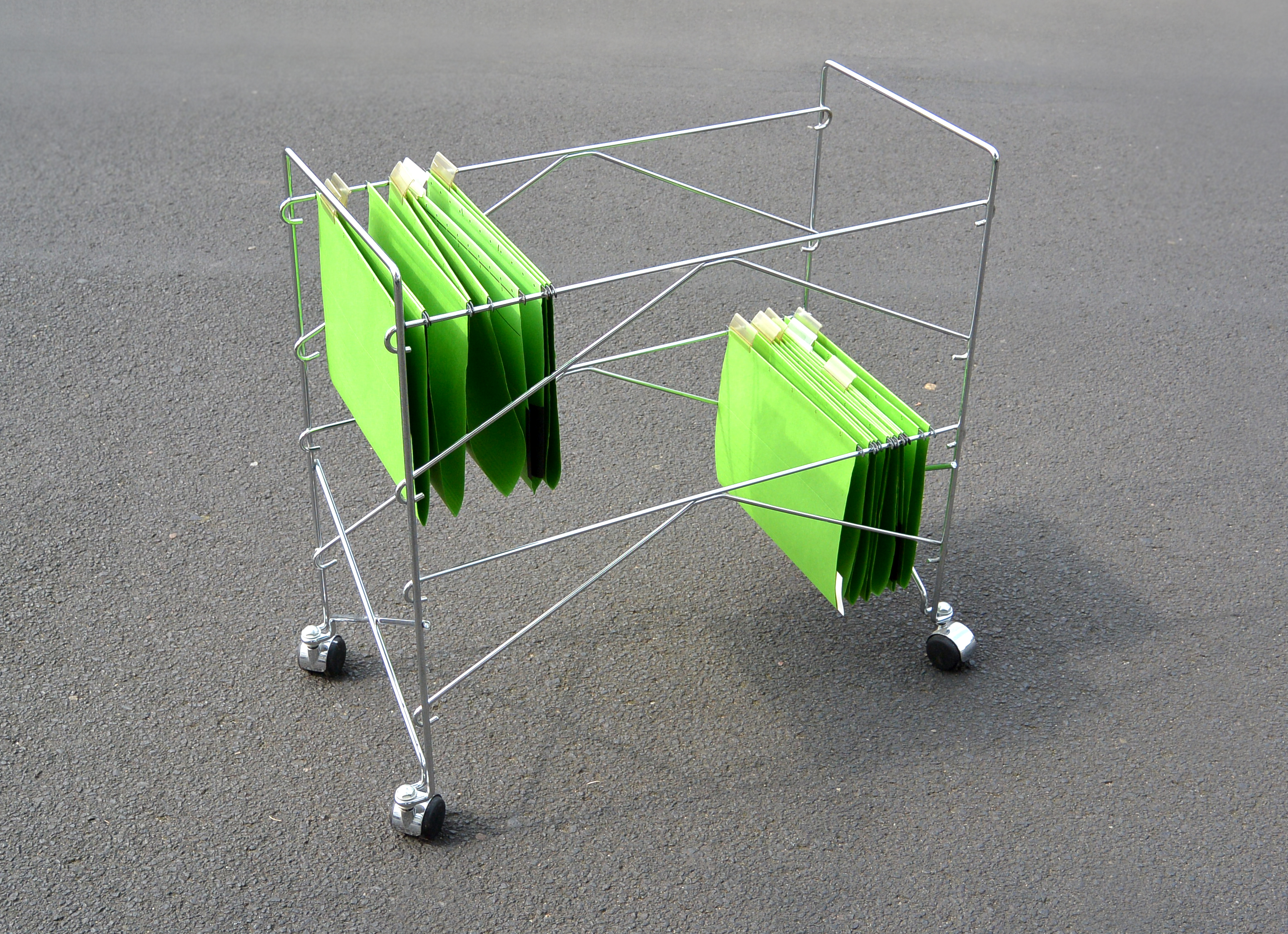
アイヒャーがデザインした書類ホルダー

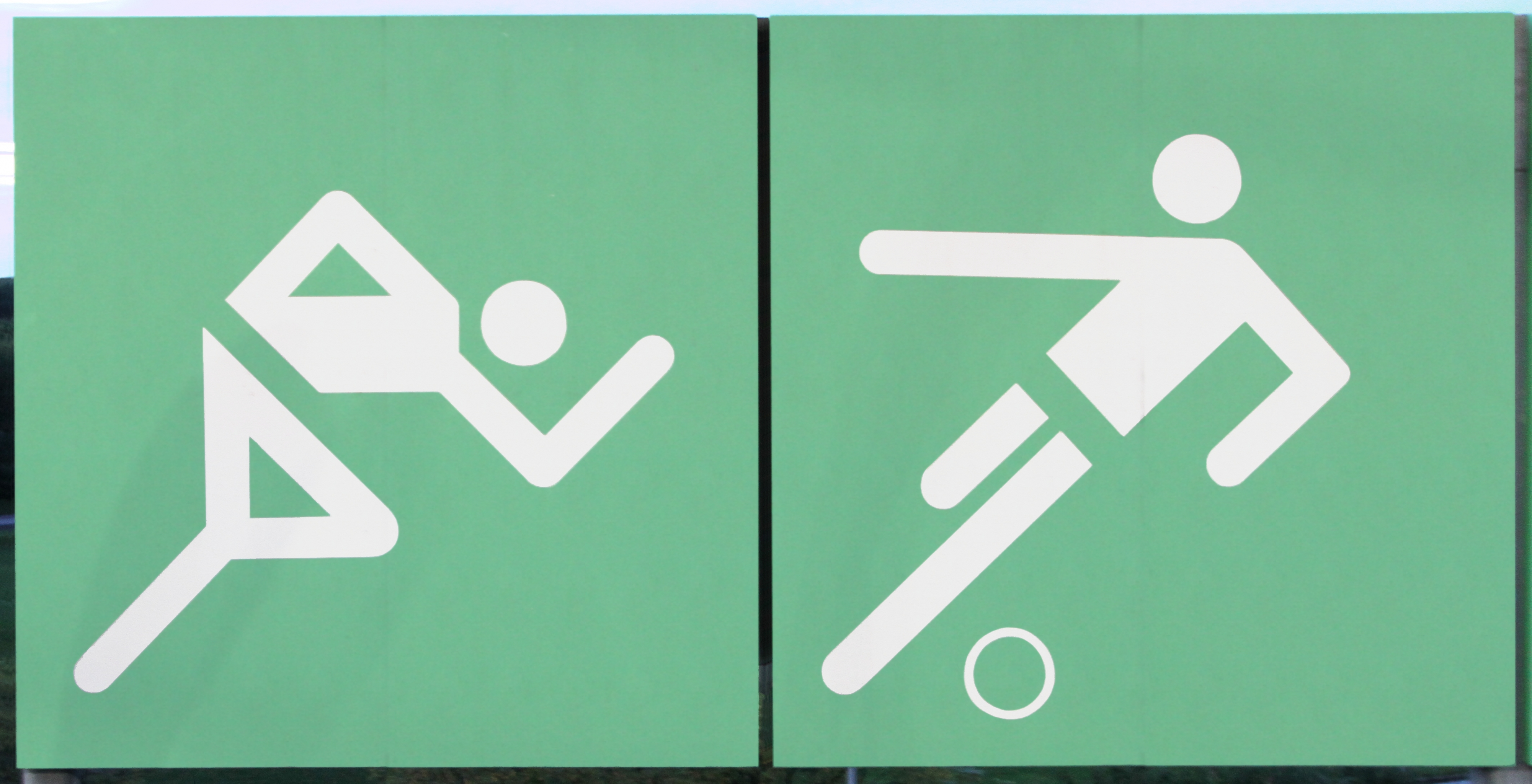
アイヒャーがデザインした1972年ミュンヘンオリンピックのピクトグラム

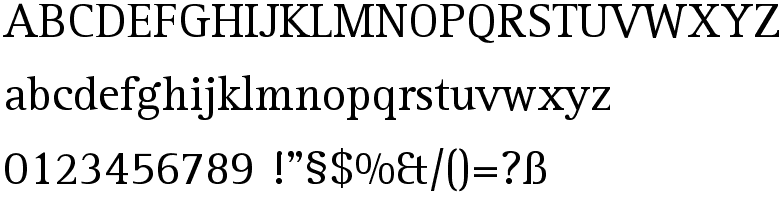
Rotis serifフォント

オトル・アイヒャー（Otl Aicher, 1922年3月13日 - 1991年9月1日）は、20世紀ドイツを代表するグラフィックデザイナー、タイポグラファー（書体デザイナー）。

## 生涯
アイヒャーは、バーデン＝ヴュルテンベルク州のウルム市に生まれる。反ナチス・ドイツの抵抗運動・白薔薇のメンバーであるハンス・ショルとゾフィー・ショルの末弟・ヴェルナー・ショルと親友であり、アイヒャー自身も反ナチス派であった。アイヒャーはヒトラーユーゲントへの加入を拒んだために、ギムナジウムの修了資格が得られず、19歳で兵役に就く。そして、1945年1月には、配属されていた東部戦線から脱走し、終戦までショル家に匿われていた。
1952年に、1943年に処刑されたハンス・ショルとソフィ・ショルの姉、インゲ（Inge Scholl）と結婚した。
1953年に、デザイナーのマックス・ビル（Max Bill）と妻を伴い、ウルム造形大学（Hochschule für Gestaltung Ulm）を設立する。この美術学校は1950年代から1960年代にかけて、ドイツにおけるデザイン教育の中心地となった。オトルは理論と実践によりヴィジュアル・コミュニケーション・デザイン（視覚伝達デザイン）の概念と具体的な方向を打ち出した。
1985年、アイヒャーは、自身が第二次世界大戦時に脱走兵であったことを告白した。

## 関連作品
- 1969年にはルフトハンザドイツ航空のコーポレート・ブランディングおよびロゴ・デザインに関わった[1]。

- アイヒャーは1972年のミュンヘン・オリンピックのデザイナーのリーダーとして知られる[1]。彼は、現在では公共標識でも広く使われている絵記号（ピクトグラム）の立役者でもある[2][1]。また、オリンピック・マスコットを公式に初めてデザインした。ワルディー（Waldi）という縞のダックスフント犬である。

- 1988年にRotis（ローティス）というフォント・ファミリーをデザインした。このフォントは彼が事務所を構えていたドイツの地名ローティスにちなんで名付けられた。